# Hreșcenivka, Novovoronțovka
Hreșcenivka (în ucraineană Хрещенівка) este localitatea de reședință a comunei Hreșcenivka din raionul Novovoronțovka, regiunea Herson, Ucraina.

## Demografie
Componența lingvistică a localității Hreșcenivka
     Ucraineană (95,9%)
     Rusă (3,21%)
     Alte limbi (0,77%)
Conform recensământului din 2001, majoritatea populației localității Hreșcenivka era vorbitoare de ucraineană (95,9%), existând în minoritate și vorbitori de rusă (3,21%).